# Psygmorchis
Psygmorchis là một chi thực vật có hoa trong họ, Orchidaceae.